# شهرستان شلکوفسکوی
شهرستان شلکوفسکوی (به لاتین: Shelkovskoy District) یک منطقهٔ مسکونی در روسیه است که در چچن واقع شده‌است.